# Vágurs simhall

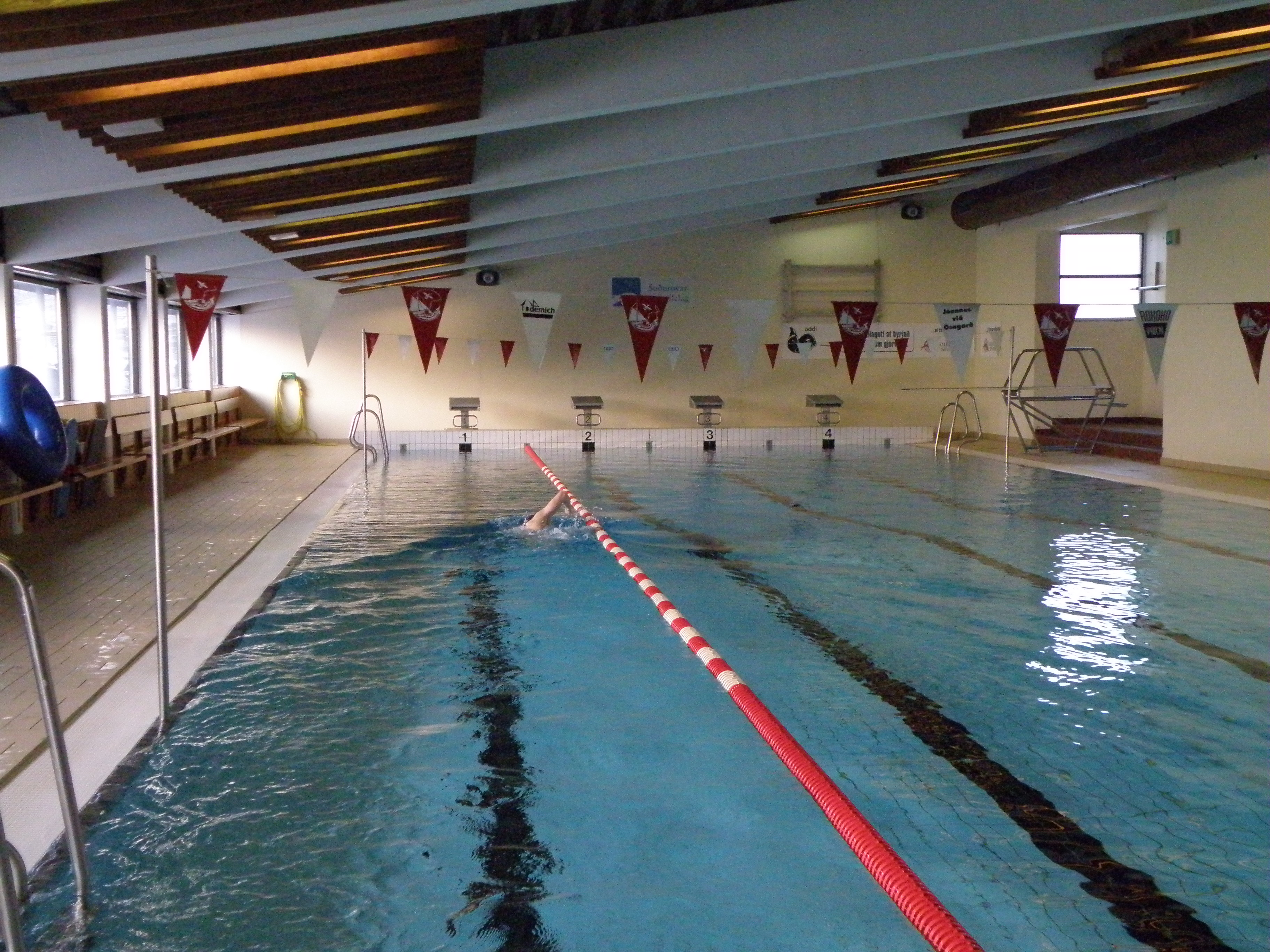
Vy över Vágurs simhall. Personen som simmar är Pál Joensen, en av Susvims aktiva

Vágurs simhall är en simhall i staden Vágur på Färöarna. Simhallen har fyra banor som är 25 meter långa. Simhallen byggdes 1979 tillsammans med Vágurs skola. Simhallen används även för simundervisining för barn från hela Suðuroy. Simhallen är öppen för allmänheten ungefär varannan dag (måndag, onsdag, fredag och lördag). Vid övriga tider och dagar används hallen för simklubben Susvims aktiva.